# Világbajnoki rekordok listája úszásban
A világbajnoki rekordok listája úszásban az úszó-világbajnokságokon (50 méteres medence) és a rövid pályás úszó-világbajnokságokon  (25 méteres medence) elért eddigi legjobb eredményeket tartalmazza. 

## Versenyszámok
A következő versenyszámokban tartanak nyilván világbajnoki rekordokat:
- Gyorsúszás: 50 m, 100 m, 200 m, 400 m, 800 m, 1500 m
- Hátúszás: 50 m, 100 m, 200 m
- Mellúszás: 50 m, 100 m, 200 m
- Pillangóúszás: 50 m, 100 m, 200 m
- Vegyesúszás: 100 m (csak 25 m-es pálya), 200 m, 400 m
- Váltók: 4×50 m-es gyorsúszás (csak 25 m-es pálya), 4×100 m-es gyorsúszás, 4×200 m-es gyorsúszás, 4×50 m-es vegyesúszás (csak 25 m-es pálya), 4×100 m-es vegyesúszás
- Vegyes váltók: 4×50 m-es gyorsúszás (csak 25 m-es pálya), 4×100 m-es gyorsúszás (csak 50 m-es pálya), 4×50 m-es vegyesúszás (csak 25 m-es pálya), 4×100 m-es vegyesúszás (csak 50 m-es pálya)

## 50 m-es pálya

### Férfi
| Versenyszám               | Idő      | Név                                                                                                   | Nemzet             | Dátum              | Helyszín, év    |
| ------------------------- | -------- | --- | ------------------ | ------------------ | --------------- |
| 50 m-es gyorsúszás        | 21,04    | Caeleb Dressel                                                                                        | Egyesült Államok   | 2019. július 27.   | Kvangdzsu, 2019 |
| 100 m-es gyorsúszás       | 46,80    | Pan Zhanle                                                                                            | Kína               | 2024. február 11.  | Doha, 2024      |
| 200 m-es gyorsúszás       | 1:42,00  | Paul Biedermann                                                                                       | Németország        | 2009. július 28.   | Róma, 2009      |
| 400 m-es gyorsúszás       | 3:40,07  | Paul Biedermann                                                                                       | Németország        | 2009. július 26.   | Róma, 2009      |
| 800 m-es gyorsúszás       | 7:32,12  | Csang Lin                                                                                             | Kína               | 2009. július 29.   | Róma, 2009      |
| 1500 m-es gyorsúszás      | 14:31,54 | Ahmed Hafnávi                                                                                         | Tunézia            | 2023. július 30.   | Fukuoka, 2023   |
| 50 m-es hátúszás          | 24,04    | Liam Tancock                                                                                          | Egyesült Királyság | 2009. augusztus 2. | Róma, 2009      |
| 100 m-es hátúszás         | 51,60    | Thomas Ceccon                                                                                         | Olaszország        | 2022. június 20.   | Budapest, 2022  |
| 200 m-es hátúszás         | 1:51,92  | Aaron Peirsol                                                                                         | Egyesült Államok   | 2009. július 31.   | Róma, 2009      |
| 50 m-es mellúszás         | 25,95    | Adam Peaty                                                                                            | Egyesült Királyság | 2017. július 25.   | Budapest, 2017  |
| 100 m-es mellúszás        | 56,88    | Adam Peaty                                                                                            | Egyesült Királyság | 2019. július 21.   | Kvangdzsu, 2019 |
| 200 m-es mellúszás        | 2:06,12  | Anton Csupkov                                                                                         | Oroszország        | 2019. július 26.   | Kvangdzsu, 2019 |
| 50 m-es pillangóúszás     | 22,35    | Caeleb Dressel                                                                                        | Egyesült Államok   | 2019. július 22.   | Kvangdzsu, 2019 |
| 100 m-es pillangóúszás    | 49,50    | Caeleb Dressel                                                                                        | Egyesült Államok   | 2019. július 26.   | Kvangdzsu, 2019 |
| 200 m-es pillangóúszás    | 1:50,34  | Milák Kristóf                                                                                         | Magyarország       | 2022. június 21.   | Budapest, 2022  |
| 200 m-es vegyesúszás      | 1:54,00  | Ryan Lochte                                                                                           | Egyesült Államok   | 2011. július 28.   | Sanghaj, 2011   |
| 400 m-es vegyesúszás      | 4:02,50  | Léon Marchand                                                                                         | Franciaország      | 2023. július 23.   | Fukuoka, 2023   |
| 4 × 100 m-es gyorsváltó   | 3:09,06  | - Caeleb Dressel (47,63) - Blake Pieroni (47,49) - Zach Apple (46,86) - Nathan Adrian (47,08)         | Egyesült Államok   | 2019. július 21.   | Kvangdzsu, 2019 |
| 4 × 200 m-es gyorsváltó   | 6:58,55  | - Michael Phelps (1:44,49) - Ricky Berens (1:44,13) - David Walters (1:45,47) - Ryan Lochte (1:44,46) | Egyesült Államok   | 2009. július 31.   | Róma, 2009      |
| 4 × 100 m-es vegyes váltó | 3:27,20  | - Ryan Murphy (52,04) - Nic Fink (58,03) - Dare Rose (50,13) - Jack Alexy (47,00)                     | Egyesült Államok   | 2023. július 30.   | Fukuoka, 2023   |

### Női
| Versenyszám               | Idő      | Név                                                                                                  | Nemzet           | Dátum              | Helyszín, év    |
| ------------------------- | -------- | --- | ---------------- | ------------------ | --------------- |
| 50 m-es gyorsúszás        | 23,61    | Sarah Sjöström                                                                                       | Svédország       | 2023. július 29.   | Fukuoka, 2023   |
| 100 m-es gyorsúszás       | 51,71    | Sarah Sjöström                                                                                       | Svédország       | 2017. július 23.   | Budapest, 2017  |
| 200 m-es gyorsúszás       | 1:52,85  | Mollie O'Callaghan                                                                                   | Ausztrália       | 2023. július 26.   | Fukuoka, 2023   |
| 400 m-es gyorsúszás       | 3:55,38  | Ariarne Titmus                                                                                       | Ausztrália       | 2023. július 23.   | Fukuoka, 2023   |
| 800 m-es gyorsúszás       | 8:07,39  | Katie Ledecky                                                                                        | Egyesült Államok | 2015. augusztus 8. | Kazany, 2015    |
| 1500 m-es gyorsúszás      | 15:25,48 | Katie Ledecky                                                                                        | Egyesült Államok | 2015. augusztus 4. | Kazany, 2015    |
| 50 m-es hátúszás          | 27,06    | Zhao Jing                                                                                            | Kína             | 2009. július 30.   | Róma, 2009      |
| 100 m-es hátúszás         | 57,53    | Kaylee McKeown                                                                                       | Ausztrália       | 2023. július 25.   | Fukuoka, 2023   |
| 200 m-es hátúszás         | 2:03,35  | Regan Smith                                                                                          | Egyesült Államok | 2019. július 26.   | Kvangdzsu, 2019 |
| 50 m-es mellúszás         | 29,16    | Rūta Meilutytė                                                                                       | Litvánia         | 2023. július 30.   | Fukuoka, 2023   |
| 100 m-es mellúszás        | 1:04,13  | Lilly King                                                                                           | Egyesült Államok | 2017. július 25.   | Budapest, 2017  |
| 200 m-es mellúszás        | 2:19,11  | Rikke Møller Pedersen                                                                                | Dánia            | 2013. augusztus 1. | Barcelona, 2013 |
| 50 m-es pillangóúszás     | 24,60    | Sarah Sjöström                                                                                       | Svédország       | 2017. július 29.   | Budapest, 2017  |
| 100 m-es pillangóúszás    | 55,53    | Sarah Sjöström                                                                                       | Svédország       | 2017. július 24.   | Budapest, 2017  |
| 200 m-es pillangóúszás    | 2:03,41  | Jessicah Schipper                                                                                    | Ausztrália       | 2009. július 30.   | Róma, 2009      |
| 200 m-es vegyesúszás      | 2:06,12  | Hosszú Katinka                                                                                       | Magyarország     | 2015. augusztus 3. | Kazany, 2015    |
| 400 m-es vegyesúszás      | 4:27,11  | Summer McIntosh                                                                                      | Kanada           | 2023. július 30.   | Fukuoka, 2023   |
| 4 × 100 m-es gyorsváltó   | 3:27,96  | - Mollie O'Callaghan (52,08) - Shayna Jack (51,69) - Meg Harris (52,29) - Emma McKeon (51,90)        | Ausztrália       | 2023. július 23.   | Fukuoka, 2023   |
| 4 × 200 m-es gyorsváltó   | 7:41,45  | - Claire Weinstein (1:56,71) - Leah Smith (1:56,47) - Katie Ledecky (1:53,67) - Bella Sims (1:54,60) | Egyesült Államok | 2022. június 22.   | Budapest, 2022  |
| 4 × 100 m-es vegyes váltó | 3:51,55  | - Kathleen Baker (58,54) - Lilly King (1:04,48) - Kelsi Worrell (56,30) - Simone Manuel (52,23)      | Egyesült Államok | 2017. július 30.   | Budapest, 2017  |

### Vegyes váltó
| Versenyszám            | Idő     | Név                                                                                                  | Nemzet           | Dátum            | Helyszín, év   |
| ---------------------- | ------- | --- | ---------------- | ---------------- | -------------- |
| 4 × 100 m gyorsváltó   | 3:18,83 | - Jack Cartwright (48,14) - Kyle Chalmers (47,25) - Shayna Jack (51,73) - Mollie O’Callaghan (51,71) | Ausztrália       | 2023. július 29. | Fukuoka, 2023  |
| 4 × 100 m vegyes váltó | 3:38,56 | - Matt Grevers (52,32) - Lilly King (1:04,15) - Caeleb Dressel (49,92) - Simone Manuel (52,17)       | Egyesült Államok | 2017. július 26. | Budapest, 2017 |

## 25 m-es pálya

### Férfi
| Versenyszám               | Idő      | Név | Nemzet                  | Dátum              | Helyszín, év    |
| ------------------------- | -------- | --- | ----------------------- | ------------------ | --------------- |
| 50 m-es gyorsúszás        | 20,26    | Florent Manaudou                                                                                            | Franciaország           | 2014. december 5.  | Doha, 2014      |
| 100 m-es gyorsúszás       | 45,16    | Kyle Chalmers                                                                                               | Ausztrália              | 2022. december 15. | Melbourne, 2022 |
| 200 m-es gyorsúszás       | 1:39,72  | Hwang Sun-woo                                                                                               | Dél-Korea               | 2022. december 18. | Melbourne, 2022 |
| 400 m-es gyorsúszás       | 3:34,01  | Danas Rapšys                                                                                                | Litvánia                | 2018. december 11. | Hangcsou, 2018  |
| 800 m-es gyorsúszás       | 7:29,99  | Gregorio Paltrinieri                                                                                        | Olaszország             | 2022. december 17. | Melbourne, 2022 |
| 1500 m-es gyorsúszás      | 14:06,88 | Florian Wellbrock                                                                                           | Németország             | 2021. december 21. | Abu-Dzabi, 2021 |
| 50 m-es hátúszás          | 22,22    | Florent Manaudou                                                                                            | Franciaország           | 2014. december 6.  | Doha, 2014      |
| 100 m-es hátúszás         | 48,50    | Ryan Murphy                                                                                                 | Egyesült Államok        | 2022. december 14. | Melbourne, 2022 |
| 200 m-es hátúszás         | 1:46,68  | Ryan Lochte                                                                                                 | Egyesült Államok        | 2010. december 19. | Dubaj, 2010     |
| 50 m-es mellúszás         | 25,38    | Nic Fink | Egyesült Államok        | 2022. december 18. | Melbourne, 2022 |
| 100 m-es mellúszás        | 55,70    | Ilya Shymanovich                                                                                            | Fehéroroszország        | 2021. december 17. | Abu-Dzabi, 2021 |
| 200 m-es mellúszás        | 2:00,16  | Kirill Prigoda                                                                                              | Oroszország             | 2018. december 13. | Hangcsou, 2018  |
| 50 m-es pillangóúszás     | 21,78    | Nicholas Santos                                                                                             | Brazília                | 2022. december 14. | Melbourne, 2022 |
| 100 m-es pillangóúszás    | 48,44    | Chad le Clos                                                                                                | Dél-afrikai Köztársaság | 2014. december 4.  | Doha, 2014      |
| 200 m-es pillangóúszás    | 1:48,24  | Daiya Seto                                                                                                  | Japán                   | 2018. december 11. | Hangcsou, 2018  |
| 100 m-es vegyesúszás      | 50,63    | Kliment Kolesznyikov                                                                                        | Oroszország             | 2018. december 14. | Hangcsou, 2018  |
| 200 m-es vegyesúszás      | 1:49,63  | Ryan Lochte                                                                                                 | Egyesült Államok        | 2012. december 14. | Isztambul, 2012 |
| 400 m-es vegyesúszás      | 3:55,50  | Ryan Lochte                                                                                                 | Egyesült Államok        | 2010. december 16. | Dubaj, 2010     |
| 4 × 50 m-es gyorsváltó    | 1:21,80  | - Caeleb Dressel (20,43) - Ryan Held (20,25) - Jack Conger (20,59) - Michael Chadwick (20,53)               | Egyesült Államok        | 2018. december 14. | Hangcsou, 2018  |
| 4 × 100 m-es gyorsváltó   | 3:02,75  | - Alessandro Miressi (46,15) - Paolo Conte Bonin (45,93) - Leonardo Deplano (45,54) - Thomas Ceccon (45,13) | Olaszország             | 2022. december 13. | Melbourne, 2022 |
| 4 × 200 m-es gyorsváltó   | 6:44,12  | - Kieran Smith (1:41,04) - Carson Foster (1:40,48) - Trenton Julian (1:41,44) - Drew Kibler (1:41,16)       | Egyesült Államok        | 2022. december 16. | Melbourne, 2022 |
| 4 × 50 m-es vegyes váltó  | 1:29,72  | - Lorenzo Mora (22,65) - Nicolò Martinenghi (24,95) - Matteo Rivolta (21,60) - Leonardo Deplano (20,52)     | Olaszország             | 2022. december 17. | Melbourne, 2022 |
| 4 × 100 m-es vegyes váltó | =3:18,98 | - Isaac Cooper (49,46) - Joshua Yong (56,55) - Matthew Temple (48,34) - Kyle Chalmers (44,63)               | Ausztrália              | 2022. december 18. | Melbourne, 2022 |
| 4 × 100 m-es vegyes váltó | =3:18,98 | - Ryan Murphy (48,96) - Nic Fink (54,88) - Trenton Julian (49,19) - Kieran Smith (45,95)                    | Egyesült Államok        | 2022. december 18. | Melbourne, 2022 |

### Női
| Versenyszám               | Idő      | Név | Nemzet           | Dátum              | Helyszín, év    |
| ------------------------- | -------- | --- | ---------------- | ------------------ | --------------- |
| 50 m-es gyorsúszás        | 23,04    | Emma McKeon                                                                                                 | Ausztrália       | 2022. december 17. | Melbourne, 2022 |
| 100 m-es gyorsúszás       | 50,77    | Emma McKeon                                                                                                 | Ausztrália       | 2022. december 15. | Melbourne, 2022 |
| 200 m-es gyorsúszás       | 1:50,31  | Siobhán Haughey                                                                                             | Hongkong         | 2021. december 16. | Abu-Dzabi, 2021 |
| 400 m-es gyorsúszás       | 3:53,92  | Ariarne Titmus                                                                                              | Ausztrália       | 2018. december 14. | Hangcsou, 2018  |
| 800 m-es gyorsúszás       | 8:02,90  | Li Bingjie                                                                                                  | Kína             | 2021. december 18. | Abu-Dzabi, 2021 |
| 1500 m-es gyorsúszás      | 15:21,43 | Lani Pallister                                                                                              | Ausztrália       | 2022. december 16. | Melbourne, 2022 |
| 50 m-es hátúszás          | 25,25    | Margaret Mac Neil                                                                                           | Kanada           | 2022. december 16. | Melbourne, 2022 |
| 100 m-es hátúszás         | 55,03    | Hosszú Katinka                                                                                              | Magyarország     | 2014. december 5.  | Doha, 2014      |
| 200 m-es hátúszás         | 1:59,23  | Hosszú Katinka                                                                                              | Magyarország     | 2014. december 3.  | Doha, 2014      |
| 50 m-es mellúszás         | 28,37    | Rūta Meilutytė                                                                                              | Litvánia         | 2022. december 17. | Melbourne, 2022 |
| 100 m-es mellúszás        | 1:02,36  | Alia Atkinson                                                                                               | Jamaica          | 2014. december 6.  | Doha, 2014      |
| 200 m-es mellúszás        | 2:15,77  | Kate Douglass                                                                                               | Egyesült Államok | 2022. december 16. | Melbourne, 2022 |
| 50 m-es pillangóúszás     | 24,44    | Ranomi Kromowidjojo                                                                                         | Hollandia        | 2021. december 19. | Abu-Dzabi, 2021 |
| 100 m-es pillangóúszás    | 54,05    | Maggie Mac Neil                                                                                             | Kanada           | 2022. december 18. | Melbourne, 2022 |
| 200 m-es pillangóúszás    | 1:59,61  | Mireia Belmonte                                                                                             | Spanyolország    | 2014. december 3.  | Doha, 2014      |
| 100 m-es vegyesúszás      | 56,70    | Hosszú Katinka                                                                                              | Magyarország     | 2014. december 5.  | Doha, 2014      |
| 200 m-es vegyesúszás      | 2:01,86  | Hosszú Katinka                                                                                              | Magyarország     | 2014. december 6.  | Doha, 2014      |
| 400 m-es vegyesúszás      | 4:19,86  | Mireia Belmonte                                                                                             | Spanyolország    | 2014. december 3.  | Doha, 2014      |
| 4 × 50 m-es gyorsváltó    | 1:33,89  | - Torri Huske (24,08) - Claire Curzan (23,30) - Erika Brown (23,74) - Kate Douglass (22,77)                 | Egyesült Államok | 2022. december 15. | Melbourne, 2022 |
| 4 × 100 m-es gyorsváltó   | 3:25,43  | - Mollie O'Callaghan (52,19) - Madison Wilson (51,28) - Meg Harris (52,00) - Emma McKeon (49,96)            | Ausztrália       | 2022. december 13. | Melbourne, 2022 |
| 4 × 200 m-es gyorsváltó   | 7:30,87  | - Madison Wilson (1:53,13) - Mollie O'Callaghan (1:52,83) - Leah Neale (1:52,67) - Lani Pallister (1:52,24) | Ausztrália       | 2022. december 14. | Melbourne, 2022 |
| 4 × 50 m-es vegyes váltó  | 1:42,35  | - Mollie O'Callaghan (25,49) - Chelsea Hodges (29,11) - Emma Mckeon (24,43) - Madison Wilson (23,32)        | Ausztrália       | 2022. december 17. | Melbourne, 2022 |
| 4 × 100 m-es vegyes váltó | 3:44,35  | - Claire Curzan (56,47) - Lilly King (1:02,88) - Torri Huske (54,42) - Kate Douglass (50,47)                | Egyesült Államok | 2022. december 16. | Melbourne, 2022 |

### Vegyes váltó
| Versenyszám              | Idő     | Név | Nemzet           | Dátum              | Helyszín, év    |
| ------------------------ | ------- | --- | ---------------- | ------------------ | --------------- |
| 4 × 50 m-es gyorsváltó   | 1:27,33 | - Maxime Grousset (20,92) - Florent Manaudou (20,26) - Béryl Gastaldello (23,00) - Mélanie Henique (23,15) | Franciaország    | 2022. december 16. | Melbourne, 2022 |
| 4 × 50 m-es vegyes váltó | 1:35,15 | - Ryan Murphy (22,37) - Nic Fink (24,96) - Kate Douglass (24,09) - Torri Huske (23,73)                     | Egyesült Államok | 2022. december 14. | Melbourne, 2022 |